# Beidaud
Beidaud est une commune roumaine située dans le județ de Tulcea.